# Euriphene aridatha
Euriphene aridatha är en fjärilsart som beskrevs av William Chapman Hewitson 1866. Euriphene aridatha ingår i släktet Euriphene och familjen praktfjärilar. Inga underarter finns listade i Catalogue of Life.

## Bildgalleri

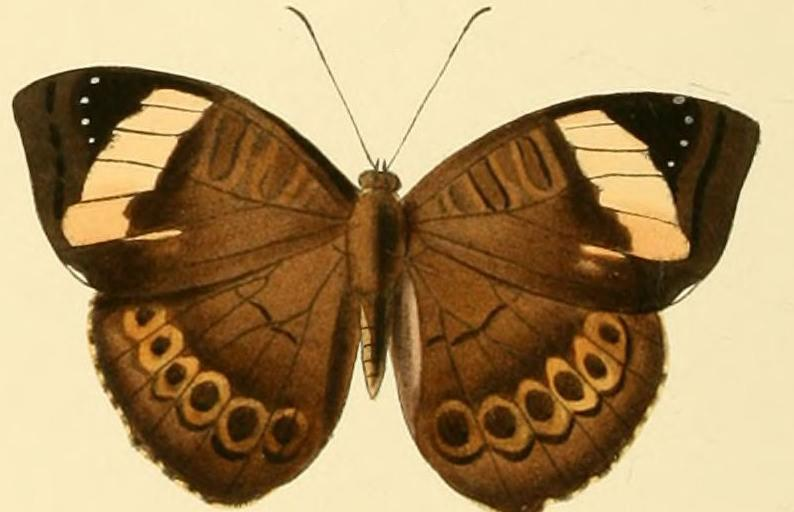
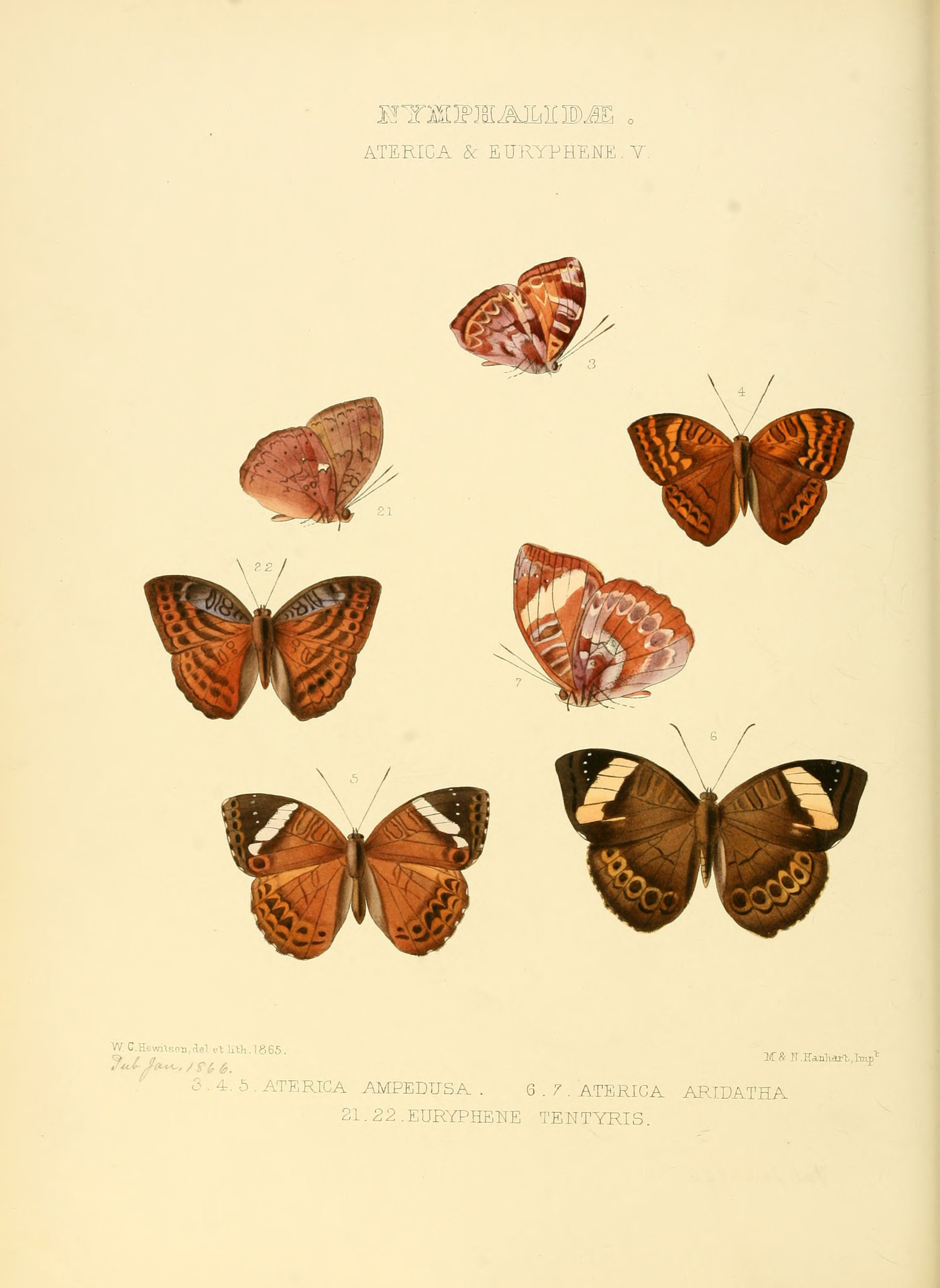